# 奥三河パワートレイル
奥三河パワートレイル（おくみかわぱわーとれいる）は、愛知県奥三河地域の新城市、設楽町、豊根村をまたいで実施されるトレイルランニング大会。
2015年に第一回大会を開催。以降、毎年4月に実施されている。
レースプロデューサーは石川弘樹。

## 概要
2018年までの過去大会において、概ね累積標高約4,000m、総距離約70km。
参加資格として以下いずれかを満たすことを設け、制限時間も13時間30分と比較的短めであることから、中・上級者向けの大会となっている。
- 40km以上のトレイルレース完走
- 100km以上のロードレース完走
- フルマラソン4時間以内完走と30km以上のトレイルランニング大会完走

## コース
愛知県最高峰の茶臼山高原をスタート地点とし、湯谷温泉を終点とする約70kmのワン・ウェイコース。
2019年第5回大会のコースは以下の通り。
茶臼山レストハウス前～茶臼山山頂～つぐ高原牧場～津具高原グリーンパーク～面ノ木峠～面ノ木牧場～碁盤石山山頂～笹暮峠～タコウズ川林道～設楽大橋～小松集落～岩古谷山山頂～鞍掛山山頂～四谷千枚田～仏坂峠～宇連山～棚山高原～鳳来寺山～鳳来寺～パークウェイ歩道橋～湯谷温泉大駐車場
奥三河パワートレイルのコースの特徴としては大きく二つある。
一つ目に、前半と後半で大きく様相が異なる。前半は概ね下り基調。後半は概ね登り基調となっている。とりわけ後半は、斜度の高い急登やはしごを幾度も登る。
二つ目に、登り以上に下りの総距離が長い。

## 過去の出走者数と完走率
| 開催回 | 開催日        | 出走者数 | 完走者数 | 完走率 |
| ------ | ------------- | -------- | -------- | ------ |
| 第一回 | 2015年4月12日 | 不明     | 不明     | 28%    |
| 第二回 | 2016年4月24日 | 780名    | 475名    | 60.9%  |
| 第三回 | 2017年4月30日 | 838名    | 476名    | 56.8%  |
| 第四回 | 2018年4月22日 | 611名    | 264名    | 43.2%  |
| 第五回 | 2019年4月7日  | 841名    | 586名    | 67.5%  |

## 歴代優勝者
| 開催回 | 開催日        | 男子選手  | 所属         | 記録          | 女子選手    | 所属               | 記録           |
| ------ | ------------- | --------- | ------------ | ------------- | ----------- | ------------------ | -------------- |
| 第一回 | 2015年4月12日 | 平澤 賢市 | -            | 7時間39分58秒 | 福島和可菜  | -                  | 10時間10分27秒 |
| 第二回 | 2016年4月24日 | 小原 将寿 | HOKA         | 7時間20分35秒 | 大石 由美子 | -                  | 8時間57分18秒  |
| 第三回 | 2017年4月30日 | 加藤 聡   | -            | 7時間18分9秒  | 太田 美紀子 | 京都炭山修行走     | 9時間8分46秒   |
| 第四回 | 2018年4月22日 | 伊藤 健太 | -            | 7時間42分20秒 | 太田 美紀子 | 京都炭山修行走     | 9時間19分12秒  |
| 第五回 | 2019年4月7日  | 板垣 渚   | 大津市役所RC | 7時間26分16秒 | 大石 由美子 | sportiva/glegsocks | 9時間9分7秒    |